# Wassergesetz des Landes Mecklenburg-Vorpommern
Das Wassergesetz des Landes Mecklenburg-Vorpommern (LWaG) ist das Landeswassergesetz des Landes Mecklenburg-Vorpommern und regelt das Wasserrecht in Ergänzung zum Wasserhaushaltsgesetz des Bundes.
Derzeit wird eine Novellierung vorbereitet, die nach Planungen der Landesregierung noch in der aktuellen Legislaturperiode verabschiedet werden soll.

## Rechtsgrundlagen
Gesetze über den Wasserhaushalt unterliegen nach Art. 74 GG der konkurrierenden Gesetzgebung. Damit obliegt den Ländern die Gesetzgebungskompetenz für Bereiche, in denen der Bund keine Regelungen erlassen hat. Mit dem Wasserhaushaltsgesetz (WHG) gibt es ein ausführliches Gesetz, welches jedoch Öffnungsklauseln enthält. Des Weiteren erlaubt Art. 72 Abs. 3 GG den Ländern auf dem Gebiet des Wasserhaushalts außerhalb stoff- oder anlagenbezogener Regelungen abweichende Regelungen aufzustellen. Damit bleibt trotz bundeseinheitlicher Regelungen Freiraum für landeseigene Vorgehensweisen, welche durch strukturelle oder historische Gegebenheiten sinnvoll erscheinen. Innerhalb des Gesetzes wird fortwährend Bezug auf Paragrafen des WHG genommen.

## Geltungsbereich
Das LWaG gilt gemäß § 1 für den im WHG genannten Geltungsbereich. Das sind:
1. oberirdische Gewässer
2. Küstengewässer
3. Grundwasser

Das LWaG erweitert den Geltungsbereich auf wildabfließendes Wasser, welches nicht aus Quellen stammt. Zusätzlich erweitert es den Begriff der oberirdischen Gewässer auf unterirdische Strecken und geschlossene Gerinne, sobald sie Teilstrecken oder Fortsetzung dieser Gewässer sind. Des Weiteren zählen zu den Küstengewässern die Haffe, Wieken, Sund- und Boddengewässer einschließlich aller Randgewässer, dessen Wasserhaushalt durch das Meer bestimmt ist.
In zwei Punkten wird der Geltungsbereich des WHG aber eingeschränkt. So gilt das Gesetz nicht für
1. Gräben und kleine Wasseransammlungen, die nicht der Vorflut oder der Vorflut der Grundstücke nur eines Eigentümers dienen und von wasserwirtschaftlich untergeordneter Bedeutung sind
2. Grundstücke, die ausschließlich zur Fischzucht oder Fischhaltung oder zu anderen nicht wasserwirtschaftlichen Zwecken mit Wasser bespannt werden und mit einem Gewässer nur durch künstliche Vorrichtungen zum Füllen und Ablassen verbunden sind.

## Gliederung
Das Wassergesetz des Landes Mecklenburg-Vorpommern gliedert sich aktuell in folgende 13 Teile:
1. Erster Teil – Einleitende Bestimmungen
2. Zweiter Teil – Benutzung und Schutz der Gewässer Genehmigungen von Anlagen
3. Dritter Teil – Gewässereinteilung und Eigentumsverhältnisse an den Gewässern
4. Vierter Teil – Unterhaltung und Ausbau oberirdischer Gewässer
5. Fünfter Teil – Sicherung des Hochwasserabflusses
6. Sechster Teil – Anlagen an, in, unter und über oberirdischen Gewässern
7. Siebenter Teil – Küsten
8. Achter Teil – Gewässeraufsicht
9. Neunter Teil – Zwangsrechte
10. Elfter Teil – Zuständigkeiten, Verfahren
11. Zwölfter Teil – Wasserwirtschaftliche Planung, Wasserbuch
12. Dreizehnter Teil – Bußgeldbestimmungen
13. Vierzehnter Teil – Übergangs- und Schlußbestimmungen

Ein ehemaliger zehnter Teil wurde im Zuge einer umfangreichen Änderung des Gesetzes im Jahr 2010 im Anschluss einer Neufassung des Wasserhaushaltsgesetzes aufgehoben.

## Wichtige Bestimmungen

### Benutzungen
Ergänzend zu den im WHG abschließend aufgezählten Benutzungen wird die Aufzählung in § 5 um folgende ergänzt:
- das Versickern, Verregnen, Verrieseln und Versenken oder sonstige Aufbringen von Abwasser und anderen Stoffen, welche die Eigenschaften von Gewässern nachteilig verändern können,
- die landwirtschaftliche und forstwirtschaftliche Düngung, soweit durch sie dauernde oder mehr als nur unerhebliche schädliche Änderungen der Beschaffenheit eines Gewässers zu besorgen sind

Für diese zusätzlichen Benutzungen wird eine Bewilligung ausgeschlossen.

#### Gemeingebrauch
Bezugnehmend auf § 25 WHG erlaubt § 21 jeder Person auf eigene Gefahr das unentgeltliche Baden, den nicht motorisierten Eissport, Befahren mit kleinen Wasserfahrzeugen ohne Motorkraft und das Tauchen ohne Atemgeräte auf bzw. in oberirdischen Gewässern. Dies gilt nicht an Talsperren, Rückhalte- und Speicherbecken sowie 30 m vor und hinter wasserwirtschaftliche Anlagen.
Weiterhin darf Wasser in geringen Mengen für einen vorübergehenden Zweck entnommen oder zur Speisung von Viehtränken entnommen werden, Grund-, Quell- und Niederschlagswasser aus Einzelanlagen eingeleitet werden, sofern das zugeführte Wasser nicht Stoffe enthält, die geeignet sind, das Gewässer zu verunreinigen oder sonstige nachteilige Veränderungen seiner Eigenschaften herbeizuführen, und sofern der Wasserabfluss nicht beeinträchtigt wird.
An Küstengewässern garantiert das Gesetz in § 22 jedermann den Zutritt zum Strand für das Baden den Eis- und Schwimmsport. Als erlaubnisfreie Benutzungen der Küstengewässer werden im § 23 das Einbringen von Geräten für Zwecke der Fischerei und der Forschung, sowie das Einleiten von Grund-, Quell- und Niederschlagswasser, sofern es nicht Stoffe enthält, die Eigenschaften der Küstengewässer nachteilig verändern können genannt.

### Wasserentnahme
Gemäß § 16 wird für die Entnahme und das Ableiten von Wasser aus oberirdischen Gewässern ein Entgelt erhoben. Ebenso für das Entnehmen, Zutageleiten, -fördern und Ableiten von Grundwasser. Das Entgelt beträgt bei Grundwasser 10 ct/m³ und bei oberirdischen Gewässern 2 ct/m³ und verdoppelt sich bei nicht zugelassener Benutzung.
Diese Gebühr wird im Folgenden nicht fällig bei:
- erlaubnisfreie Benutzungen im Sinne des § 8 Abs. 2 und 3, der § 25,26,46 WHG, sowie des § 23 dieses Gesetzes,
- das Entnehmen, Zutagefördern, Zutageleiten und Ableiten von Wasser aus Heilquellen, soweit das Wasser nicht im Zusammenhang mit dem Abfüllen von Mineralwasser verwendet wird,
- das Entnehmen und Ableiten von Wasser aus oberirdischen Gewässern, um aus ihm unmittelbar Wärme zu gewinnen, und das anschließende Wiedereinleiten in das Gewässer,
- das Entnehmen, Zutagefördern, Zutageleiten und Ableiten von Grundwasser, um aus ihm unmittelbar Wärme zu gewinnen, und das anschließende Wiedereinleiten in das Grundwasser oder in ein oberirdisches Gewässer,
- das Entnehmen, Zutagefördern, Zutageleiten, Ableiten von Wasser für Zwecke der Fischerei und der landwirtschaftlichen und erwerbsgärtnerischen Beregnung,
- das Entnehmen und Ableiten von Wasser aus oberirdischen Gewässern zum Zweck der Wasserkraftnutzung, sofern keine nachteilige Veränderung der chemischen, physikalischen und biologischen Eigenschaften des Wassers erfolgt,
- Benutzungen, sofern die Wassermenge insgesamt nicht mehr als 2.000 m³ im Kalenderjahr beträgt.

### Trinkwasserversorgung und Abwasserbeseitigung
Der § 40 erlegt den Gemeinden die Pflicht zur Abwasserbeseitigung auf. Diese kann wiederum an andere Körperschaften des öffentlichen Rechts (z. B.: Zweck- oder Wasser- und Bodenverbände) übertragen werden. Analog regelt der § 43 die Pflicht der Gemeinden in ihrem Gebiet Personen, gewerbliche und sonstige Einrichtungen mit ausreichend Trink- und Brauchwasser zu versorgen. Auch diese Aufgaben können wiederum an andere Körperschaften des öffentlichen Rechts übertragen werden.
Das Land wird verpflichtet die Sanierung auf Grund äußerer und behebbarer Einflüsse verschmutzter Trinkwasserquellen sicherzustellen.

### Gewässereinteilung, Eigentumsverhältnisse

#### Gewässerordnung
§ 48 teilt Gewässer in:
- Gewässer erster Ordnung:
  - Bundeswasserstraßen
  - Küstengewässer
  - in Anlage 1 des Gesetzes abschließend aufgezählte Gewässer
- Gewässer zweiter Ordnung:
  - alle weiteren oberirdischen Gewässer

#### Eigentumsverhältnisse
Das Eigentum an Gewässern erster Ordnung, ausgenommen Bundeswasserstraßen, sowie bedeutenden Talsperren, Rückhalte- und Speicherbecken obliegt gemäß § 49 dem Land.
Die Gewässer zweiter Ordnung gehören, soweit das Gewässer kein eigenständiges Grundstück darstellt den Eigentümern der Ufergrundstücke. Bei eigenständigen Gewässergrundstücken regeln die nachfolgenden §§ 51 bis 59 regeln die möglichen Verschiebungen der Grundstücksgrenzen bei Veränderung des Gewässerlaufs.

### Gewässerunterhaltung und -ausbau

#### Gewässerunterhaltung
Die Gewässerunterhaltung umfasst nach § 39 WHG insbesondere die Erhaltung des Gewässerbettes, der Ufer, der Schiffbarkeit von schiffbaren Gewässern, die Erhaltung und Förderung der ökologischen Funktionsfähigkeit des Gewässers und die Erhaltung des Gewässers in einem Zustand, der den wasserwirtschaftlichen Bedürfnissen entspricht. § 62 erweitert den Begriff der Gewässerunterhaltung um die Unterhaltung und dem Betrieb von Anlagen, die der Abführung des Wassers dienen. Dies beinhaltet unter anderem Wehre, Stauanlagen oder Schöpfwerke.
Die Unterhaltungslast wird entsprechend den Gewässerordnungen aufgeteilt. Für die Gewässer erster Ordnung, ausgenommen der Bundeswasserstraßen, obliegt sie beim Land. Die Gewässer zweiter Ordnung werden von nach Gesetz über die Bildung von Gewässerunterhaltungsverbänden (GUVG) gebildeten Wasser- und Bodenverbänden unterhalten. Die Unterhaltung von Häfen, Lande- und Umschlagstellen unterliegt dem jeweiligen Betreiber.

#### Gewässerausbau
Der Ausbau von Gewässern obliegt wiederum dem Land bei Gewässer erster Ordnung und den Gemeinden bei Gewässer zweiter Ordnung auf ihrem Gebiet.

### Küstenschutz
Der Küstenschutz in Mecklenburg-Vorpommern ist nach § 83 eine öffentliche Aufgabe. Sie beinhaltet den Bau, die Unterhaltung und die Wiederherstellung von Deichen, Buhnen, Deckwerken und anderer technischer Einrichtungen und Maßnahmen, einschließlich biologischer Maßnahmen. Pflichtig sind nur im Zusammenhang bebaute Flächen zu schützen. Der Küstenschutz dieser Anlagen obliegt dem Gesetz nach zu gründenden Küstenschutzverbänden. Diese Gründung ist bisher nicht erfolgt, sodass der Küstenschutz dem Land als Rechtsnachfolger der Wasserwirtschaftsdirektionen obliegt. Der Küstenschutz des Landes wird zentral vom Staatlichen Amt für Landwirtschaft und Umwelt Mittleres Mecklenburg wahrgenommen.

### Gewässeraufsicht
Nach § 93 können Schaukommissionen eingerichtet werden, die die Wasserbehörden durch Schauen der Gewässer zweiter Ordnung unterstützen. Sie wirken bei den sich aus den Schauen ergebenen Entscheidungen der Wasserbehörden mit. Diese Schauen können und werden bezugnehmend auf die § 44-45 WVG den Wasser- und Bodenverbänden für ihre jeweiligen Verbandsgebiete übertragen.
§ 94 verpflichtet Gemeinden zu Amtshilfe um augenblicklich nötige Vorkehrungen für die Abwendung von Wassergefahren, welche durch Hochwasser, Sturmfluten, Eisgang oder andere Ereignisse entstehen, auch wenn sie nicht bedroht sind erforderliche Hilfe zu leisten.
Eine weitere Einrichtung zur Gefahrenabwehr ist die Wasserwehr. Ein entsprechender Dienst ist nach § 95 in Gemeinden einzurichten, welche erfahrungsgemäß durch Überschwemmungen, Hochwasser oder Sturmfluten betroffen sein können.

### Wasserbehörden
§ 106 und § 107 regeln die Aufgaben, Organisation und Zuständigkeiten der Wasserbehörden.
Folgende Wasserbehörden werden festgelegt:
| Ebene                 | Behörde                                                               |
| --------------------- | --------------------------------------------------------------------- |
| Oberste Wasserbehörde | Ministerium für Landwirtschaft, Umwelt und Verbraucherschutz          |
| Obere Wasserbehörde   | Landesamt für Umwelt, Naturschutz und Geologie Mecklenburg-Vorpommern |
| Untere Wasserbehörde  | Staatliche Ämter für Landwirtschaft und Umwelt                        |
| Untere Wasserbehörde  | Landräte                                                              |
| Untere Wasserbehörde  | Oberbürgermeister der kreisfreien Städte                              |

Die Landräte und Oberbürgermeister haben als Pflichtaufgabe zur Erfüllung nach Weisung die Durchsetzung des WHG, die Plangenehmigung und -festsellung für wasserbaulich bezogene Vorhaben nach § 65 UVPG und des LWaG und ihrer Verordnungen sicherzustellen.

### Ordnungswidrigkeiten
In § 134 werden Tatbestände aufgezählt, welche vorsätzlich oder fahrlässig ausgeführt Ordnungswidrigkeiten darstellen. Diese können mit einer Geldbuße bis 50.000 Euro geahndet werden.

## Verordnungsermächtigungen
Folgende Exekutivorgane werden durch das Gesetz ermächtigt für die genannten Bereiche Verordnungen zu erlassen:
| Exekutivorgan laut Gesetz | Behörde                                                                                                   | Paragraf              | Bereich |
| ------------------------- | --- | --------------------- | --- |
| oberste Wasserbehörde     | Ministerium für Klimaschutz, Landwirtschaft, ländliche Räume und Umwelt des Landes Mecklenburg-Vorpommern | § 2 Abs. 3            | Vorschriften zur Durchführung der Wasserrahmenrichtlinie                                                                                 |
| oberste Wasserbehörde     | Ministerium für Klimaschutz, Landwirtschaft, ländliche Räume und Umwelt des Landes Mecklenburg-Vorpommern | § 20 Abs. 3           | weiterführende Regelungen für Anlagen im Zusammenhang wassergefährdender Stoffe nach § 61 Abs. 1 WHG                                     |
| Wasserbehörde             | keine eindeutige Festlegung                                                                               | § 21 Abs. 6           | Regelung, Einschränkung oder Ausschluss des Gemeingebrauchs                                                                              |
| Wasserbehörde             | keine eindeutige Festlegung                                                                               | § 32 Abs. 5           | Abweichend nötige Erlaubnis oder Bewilligung für die Grundwassernutzung für gewerbliche Zwecke, einschließlich Land- und Forstwirtschaft |
| oberste Wasserbehörde     | Ministerium für Klimaschutz, Landwirtschaft, ländliche Räume und Umwelt des Landes Mecklenburg-Vorpommern | § 41                  | Rahmenbedingungen für die Selbstüberwachung von Abwassereinleitungen und Abwasseranlagen                                                 |
| oberste Wasserbehörde     | Ministerium für Klimaschutz, Landwirtschaft, ländliche Räume und Umwelt des Landes Mecklenburg-Vorpommern | § 42                  | Übertragen der Indirekteinleitergenhmigung an Abwasserbeseitgungspflichtige und dessen Genehmigungsvoraussetzungen                       |
| oberste Wasserbehörde     | Ministerium für Klimaschutz, Landwirtschaft, ländliche Räume und Umwelt des Landes Mecklenburg-Vorpommern | § 48                  | Änderung des Anhang 1, der abschließenden Aufzählung der Gewässer erster Ordnung                                                         |
| oberste Wasserbehörde     | Ministerium für Klimaschutz, Landwirtschaft, ländliche Räume und Umwelt des Landes Mecklenburg-Vorpommern | § 96                  | Einrichtung eines Warn- und Alarmdienstes zum Gewässerschutz gegen Verunreinigungen und dessen Ausgestaltung                             |
| oberste Wasserbehörde     | Ministerium für Klimaschutz, Landwirtschaft, ländliche Räume und Umwelt des Landes Mecklenburg-Vorpommern | § 107 Abs. 2 Nr. 1 a) | Festsetzung von Wasserschutzgebieten nach § 51 Abs. 1 WHG                                                                                |
| oberste Wasserbehörde     | Ministerium für Klimaschutz, Landwirtschaft, ländliche Räume und Umwelt des Landes Mecklenburg-Vorpommern | § 107 Abs. 2 Nr. 1 b) | Festsetzung von Heilquellenschutzgebieten nach § 53 Abs. 4 WHG                                                                           |
| oberste Wasserbehörde     | Ministerium für Klimaschutz, Landwirtschaft, ländliche Räume und Umwelt des Landes Mecklenburg-Vorpommern | § 107 Abs. 2 Nr. 1 c) | Festsetzung von Überschwemmungsgebieten nach § 76 Abs. 2 WHG                                                                             |
| oberste Wasserbehörde     | Ministerium für Klimaschutz, Landwirtschaft, ländliche Räume und Umwelt des Landes Mecklenburg-Vorpommern | § 107 Abs. 2 Nr. 2    | Änderungssperren nach § 86 WHG |
| oberste Wasserbehörde     | Ministerium für Klimaschutz, Landwirtschaft, ländliche Räume und Umwelt des Landes Mecklenburg-Vorpommern | § 107 Abs. 7          | Zuständigkeiten über nachträglich gefasste Regelungen wasserbehördlicher Aufgaben                                                        |
| oberste Wasserbehörde     | Ministerium für Klimaschutz, Landwirtschaft, ländliche Räume und Umwelt des Landes Mecklenburg-Vorpommern | § 112                 | Übertragen von Aufgaben an Sachverständige                                                                                               |